# Alois Gospos
Alois Gospos (* 27. Dezember 1856 in Zabelkau, Landkreis Ratibor; † nach 1922) war ein deutscher Politiker (Zentrum).

## Leben
Nach dem Volksschulabschluss besuchte Gospos das Gymnasium bis zur Prima. Später war er beruflich als Eisenbahninspektor und Rechnungsrat in Kreuzburg tätig.
Gospos trat in die Zentrumspartei ein und war von 1919 bis 1921 Mitglied der Verfassunggebenden Preußischen Landesversammlung. Im Februar 1921 wurde er als Abgeordneter in den Preußischen Landtag gewählt, dem er bis zu seiner Mandatsniederlegung am 14. November 1922 angehörte. Im Parlament vertrat er zunächst den Wahlkreis 10 (Oppeln), dann den Wahlkreis 9 (Oberschlesien).